# Besozzo
Besozzo je italská obec v provincii Varese v oblasti Lombardie. Území obce leží na břehu jezera Lago Maggiore.
K 31. prosinci 2011 zde žilo 9 195 obyvatel.

## Sousední obce
Bardello, Belgirate (VB), Brebbia, Caravate, Cocquio-Trevisago, Gavirate, Gemonio, Leggiuno, Malgesso, Monvalle, Sangiano